# Lista de filmes com temática LGBT de 1966
Esta é uma lista de filmes que contém personagens e/ou temática lésbica, gay, bissexual, ou transgênera lançados em 1966.
| Título                               | Direção                     | País               | Gênero                             | Elenco                                                                                                  | Anotações                                                                                              |
| ------------------------------------ | --------------------------- | ------------------ | ---------------------------------- | --- | --- |
| The Alley Cats                       | Radley Metzger              | EUA                | Erótico, Drama, Comédia            | Anne Arthur, Karin Field, Sabrina Koch, Harald Baerow                                                   | Marido e esposa tem casos extraconjugais com mulheres                                                  |
| Aroused                              | Anton Holden                | EUA                | Suspense                           | Janine Lenon, Steve Hollister, Joanna Mills, Fleurette Carter, Ted Gelanza, Tony Palladino              | [ 2 ]                                                                                                  |
| Carry on Screaming!                  | Gerald Thomas               | Reino Unido        | Comédia                            | Harry H. Corbett, Sidney Bung, Kenneth Williams, Jim Dale, Charles Hawtrey, Fenella Fielding, Joan Sims | Décimo segundo filme da série Carry On                                                                 |
| Chelsea Girls                        | Andy Warhol, Paul Morrissey | EUA                | Experimental                       | Nico, Brigid Berlin, Ondine, Gerard Malanga, Eric Emerson, Mary Woronov                                 | [ 4 ]                                                                                                  |
| Deathwatch                           | Vic Morrow                  | EUA                | Drama                              | Michael Forest, Paul Mazursky, Leonard Nimoy, Robert Ellenstein, Gavin MacLeod, Susan Breckir           | Baseado na peça homônima de Jean Genet Um dos primeiros filmes a ser comercializado para o público gay |
| Domingo à Tarde                      | António de Macedo           | Portugal           | Drama, Romance                     | Isabel de Castro, Ruy de Carvalho, Isabel Ruth, Alexandre Pessoa, Constança Navarro, Júlio Cleto        | [ 7 ]                                                                                                  |
| The Girls on F Street                | Saul Resnick                | EUA                | Erótico, Drama, Suspense, Aventura | Ken McCormick, Toni Lee Oliver, Nick Nickerson, Althea Currier, Kellie Everts, Barbara Nordin           | [ 8 ]                                                                                                  |
| The Group                            | Sidney Lumet                | EUA                | Drama                              | Candice Bergen, Joan Hackett, Elizabeth Hartman, Joanna Pettet                                          | |
| I Stefania (Η Στεφανία)              | Giannis Dalianidis          | Grécia             | Drama                              | Zoe Laskari, Spiros Focás, Tasso Kavadia, Lefteris Vournas, Spyros Kalogirou, Despo Diamantidou         | Uma garota é presa em um reformatório para jovem prostitutas                                           |
| Der junge Törless                    | Volker Schlöndorff          | Alemanha Ocidental | Drama, Suspense                    | Mathieu Carrière, Marian Seidowsky, Bernd Tischer, Fred Dietz, Lotte Ledl, Barbara Steele               | Uma adaptação da autobiografia O Jovem Törless de Robert Musil.                                        |
| Kawachi Karumen (河内カルメン)       | Seijun Suzuki               | Japão              | Romance, Drama                     | Yumiko Nogawa, Ruriko Itô, Chikako Miyagi, Michio Hino, Kayo Matsuo                                     | [ 10 ]                                                                                                 |
| Love is a Four Letter Word           | Lee Frost                   | EUA                | Erótico, Drama                     | Forman Shane, Dianne Michaels, Fuji Aoi, Gina Barrone, Charlotte, Nadejda Klein                         | [ 11 ]                                                                                                 |
| Lupe                                 | José Rodriguez-Soltero      | EUA                | Biográfico, Experimental           | Mario Montez, Salvador Cruz, Dorrie, Charles Frehse, Norman Holden, Charles Ludlam                      | Vagamente baseado na vida e morte da atriz mexicana-americana Lupe Velez                               |
| My Brother's Wife                    | Doris Wishman               | EUA                | Erótico, Drama                     | June Roberts, Sam Stewart, Bob Oran, Darlene Bennett, Joni Roberts, Dawn Bennett                        | Uma mulher começa um caso com seu cunhado                                                              |
| Nattlek                              | Mai Zetterling              | Suécia             | Drama                              | Ingrid Thulin, Keve Hjelm, Jörgen Lindström, Lena Brundin, Naima Wifstrand, Monica Zetterlund           | trad. Jogos da Noite Um homem tenta se livrar das memórias de seu passado                              |
| The Notorious Daughter of Fanny Hill | Peter Perry Jr.             | EUA                | Erótico, Comédia                   | Stacey Walker, William Rotsler, Linda Cochran, Ora Kittle, Ginger Hale, Orlando Fenwick                 | A filha de uma cafetina segue os passos de sua falecida mãe na Londres do século XIX                   |
| Persona                              | Ingmar Bergman              | Suécia             | Drama                              | Bibi Andersson, Liv Ullmann                                                                             | |
| Prostitutes Protective Society       | Barry Mahon                 | EUA                | Erótico, Drama, Crime, Suspense    | Darlene Bennett, Dawn Bennett, Rita Bennett                                                             | Prostitutas cansadas de serem assediadas lutam por seus direitos                                       |
| Quem Tem Medo de Virginia Woolf?     | Mike Nichols                | EUA                | Drama                              | Elizabeth Taylor, Richard Burton, George Segal, Sandy Dennis                                            | [ 18 ]                                                                                                 |
| Quién sabe?                          | Damiano Damiani             | Itália, Espanha    | Faroeste                           | Gian Maria Volonté, Lou Castel, Martine Beswick, Klaus Kinski                                           | [ 19 ]                                                                                                 |
| La religieuse                        | Jacques Rivette             | França             | Drama                              | Anna Karina, Liselotte Pulver, Micheline Presle, Francine Bergé, Francisco Rabal, Yori Bertin           | trad. A Religiosa Baseado no romance homônimo de Denis Diderot                                         |
| The Twisted Sex                      | Sande N. Johnsen            | EUA                | Erótico                            | Jack Lowe                                                                                               | [ 22 ]                                                                                                 |